# 岳强
岳强 (1964年1月—)，中共党员，吉林省教育厅副厅长、吉林农业科技学院党委书记。

## 生平
岳强曾任吉林省教育厅人事处处长、吉林省招生委员会办公室主任等职，后担任吉林省教育厅副厅长。